# Kamei Yoshiko
Kamei Yoshiko (亀井 芳子 Kamei Yoshiko, sinh 25 tháng 5 năm 1967) là một nữ Seiyū đến từ Ibaraki.

## Vai

### Anime
- Atashin'chi  Hanae)
- Baby and Me (Tadashi Gotō, Taichi Kimura)
- Beyblade (Suzuka, Kōji)
- B't X (Young Teppei Takamiya)
- Captain Tsubasa (Teppei Kisugi)
- Cooking Papa (Hiroshi)
- Detective School Q (Sayuri Renjō, Obā-san, Masae Kirihara, wrestler #2, Atsufumi)
- Di Gi Charat (Gema)
- Dokkiri Doctor (Kyōko Oda)
- Doraemon (Nobisuke (second voice), Michibikienzel (second voice))
- Figure 17 (Tokio Seizan)
- Hamtaro (Kurohamu-kun)
- Juuni Senshi Bakuretsu Eto Ranger (Monk)
- Magical Angel Sweet Mint (Ian)
- Magical Nyan Nyan Taruto (Kakiemori)
- Monster (Torahako policewoman)
- Ninku (Ken Futoshi, Areku)
- Nintama Rantarō (Tensaimaru)
- Pokémon (Teru, Tobia)
- Ranma 1/2 (Sayuri)
- Rerere no Tensai Bakabon (Bakabon)
- Secret of Cerulean Sand (Jannu)
- Soar High! Isami (Toshi Tsukikage)
- The Vision of Escaflowne (Young Van Slanzar de Fanel)
- YuYu Hakusho (Ayame, Getsujun Amanuma)

### Trò chơi điện tử
- Crash Tag Team Racing (Nina Cortex)
- Grandia (Guido)
- Guardian Heroes (Randy M. Green)

### Vai lồng tiếng
- About a Boy (Marcus Brewer)
- Mighty Morphin Power Rangers: The Movie (Fred Kelman)
- Jumanji (Young Alan Parrish)
- The Man Without a Face (Chuck Norstadt)
- Stand by Me (Vern Tessio)
- Wild America (Marshall Stouffer)
- Code Lyoko (Jeremie Belpois)